# Los dueños de la tierra
Los dueños de la tierra es un libro editado por el escritor y ensayista David Viñas. La primera edición de este libro salió en el año 1958 y fue realizada por Editorial Losada.

## Sinopsis

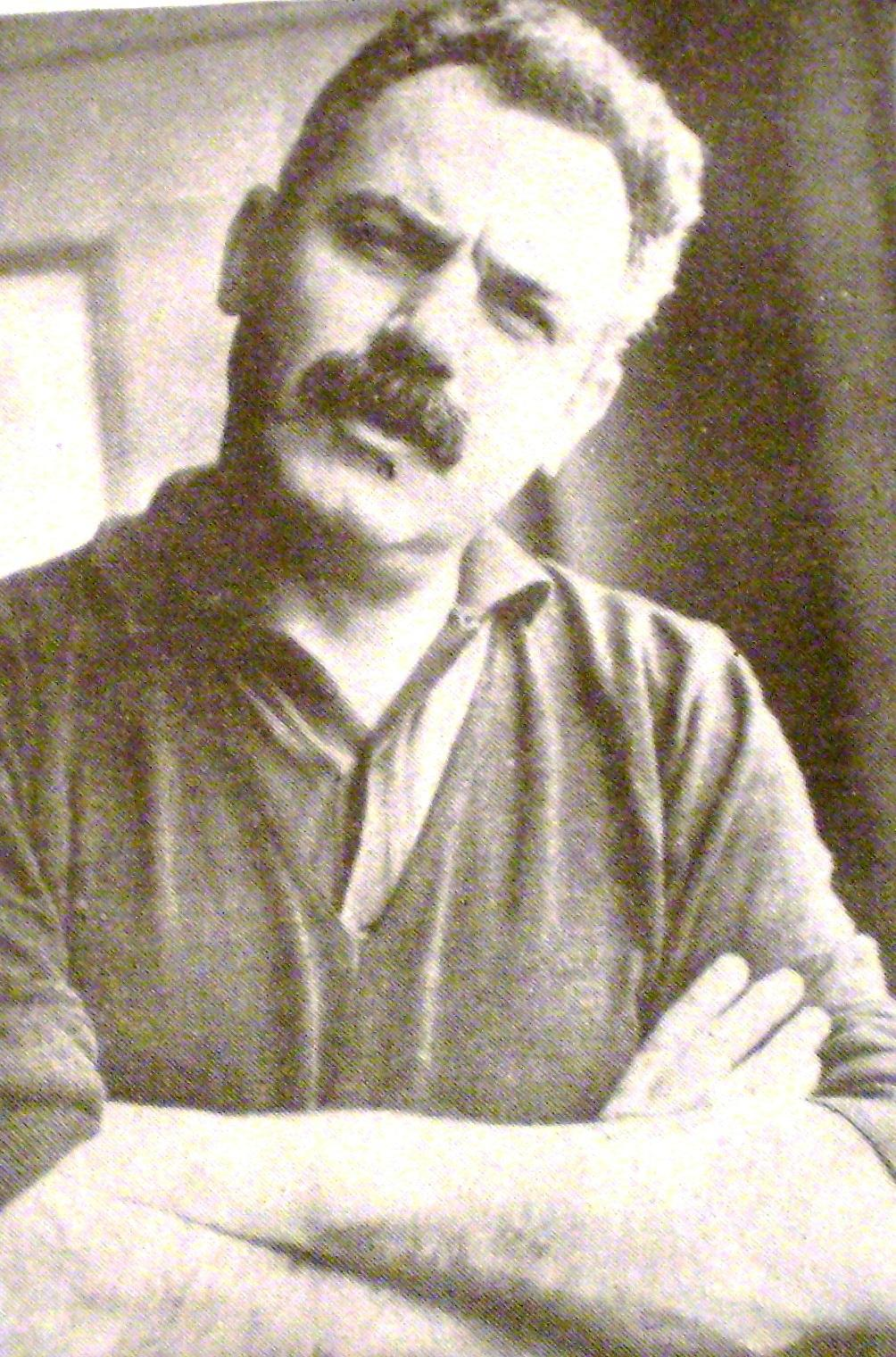
David Viñas, escritor del libro Los dueños de la tierra.

En este libro se relatan los sucesos de la Patagonia Rebelde, a través de la historia del mediador enviado por el Gobierno radical para solucionar el conflicto de manera pacífica antes de la intervención del ejército. 
En esta obra, varios personajes están claramente basados en personas reales. Por ejemplo, el protagonista, Vicente Vera -representa a Ismael Pedro Viñas, padre de David e Ismael Viñas, también intelectual marxista-, quien es un abogado radical enviado por el Viejo -en referencia a Hipólito Yrigoyen- para resolver el conflicto que acontece en Santa Cruz. En un principio parece dar solución a la huelga con la firma de un pliego solicitado por los obreros -análogo a lo ocurrido en el verano 1920-1921 en Santa Cruz-. Allí conoce a Yuda Singer, una joven anarquista rusa, que es una imagen especular de la esposa de Ismael Pedro Viñas -y madre de David Viñas-, Esther Porter, así como alter ego del propio David Viñas. Por su parte, el teniente coronel Héctor Benigno Varela es referenciado como el Comandante Baralt; el abogado y periodista José María Borrero como Carrero; mientras que el estanciero Brun está inspirado en Mauricio Braun. El personaje principal, Vera, primeramente se mantiene ecuánime, derivando luego hacia la inacción, que se mantendrá al margen de los acontecimientos a medida que se complican por la represión del Ejército. Ante esto, su pareja, Yuda le demostrará que se están llevando a cabo fusilamientos de obreros, ante la cual decide tomar una posición a favor de las víctimas.

## Contexto de la obra
Es de destacar que si bien existen algunas referencias previas en obras de menos difusión, como Lago Argentino de Juan Goyanarte, esta novela es la primera referencia en la literatura de gran difusión a las matanzas de obreros patagónicos ocurridas en Santa Cruz a comienzos de la década de 1920.
En cuanto a David Viñas, publicó su primera novela en 1955, el mismo año que un levantamiento militar derrocó a Juan Domingo Perón. El título de la misma era Cayó sobre su rostro, en la que aborda por primera vez la crítica a la oligarquía porteña. La crítica elogió la obra, declarando que con ella «Viñas parece abrir seriamente (…) una nueva brecha en la problemática siempre vigente de las esencias de la realidad argentina»; no obstante, la dictadura autodenominada Revolución Libertadora prohibió su publicación. Un año más tarde apareció Los años despiadados, a la que siguió Un dios cotidiano, novelas de clave autobiográfica en las que evoca los años del peronismo y sus años en el colegio salesiano durante la Década Infame respectivamente. 
Los dueños de la tierra, es la cuarta novela de Viñas, publicada en 1958, y está centrada en la represión de los obreros patagónicos a manos del Ejército, de la que su padre fue testigo en su papel de juez mediador, Viñas culmina este primer período de su obra. Este libro se sitúa en una etapa previa de David Viñas a la que incorporara instrumentos críticos del marxismo.
El libro se relatan los sucesos y la matanza de la Patagonia Rebelde durante el Gobierno radical de Hipólito Yrigoyen con la intervención del ejército, la matanza y fusilamientos en la Patagonia fueron vistos como una metáfora de los asesinatos y fusilamientos de José león Suárez ordenados por la dictadura Pedro Eugenio Aramburu. A raíz de ello el libro fue censurado por la dictadura antiperonista autodenomina Revolución Libertadora y la familia Viñas perseguida
la editorial fue clausurada por la dictadura y sus bienes entregados a la cadena oficialista perteneciente al diario La Prensa de la familia Gaínza Paz que respaldaban la dictadura de Aramburu. Tras la caída de la dictadura meses después Losada recuperó los bienes de la editorial, sin embargo los Gaínza Paz se negaron a devolver las modernas máquinas de impresión que tenía la editorial utilizando las en cambio para imprimir su diario.

Esta obra es concebida por David Viñas en parte como un cuestionamiento a la conducta de su padre, Ismael Pedro Viñas, quien fue el juez letrado enviado como mediador por Hipólito Yrigoyen, y quien mantuvo el resto de su vida una visión de la política nacional a través de una lealtad casi ciega a Hipólito Yrigoyen, a pesar de lo ocurrido en el sur. En palabras de David Viñas:
A través del libro voy diciendo: no me quiero parecer a mi viejo; me parezco demasiado. En la novela zarandeo, sacudo lo que tengo de él.

## Premios
David Viñas obtuvo dos premios por esta novela:
- Premio Internacional de Novela de Losada (1958) - Por Los dueños de la tierra.
- Faja de Honor de la Sociedad Argentina de Escritores (SADE) (1958) - Por Los dueños de la tierra.

## Reediciones y otras versiones
El libro ha sido reeditado en numerosas ocasiones. En el año 2014 se hizo una versión en cómic del libro que fue editado por Ediciones de la Flor. Esta edición ha sido adaptada por Juan Carlos Kreimer e ilustrada por Dante Ginevra.